# 坎德格倫德

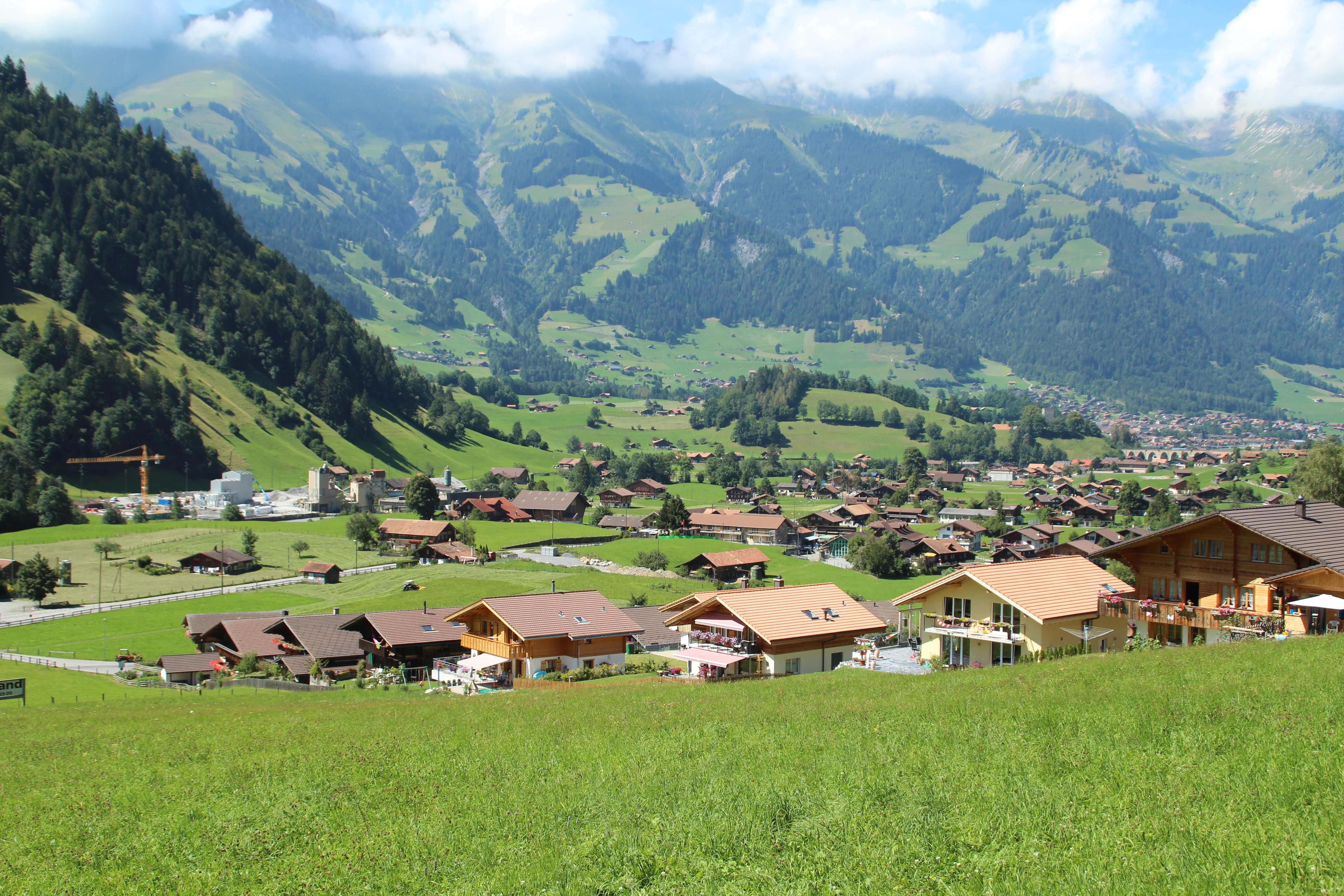

坎德格倫德是瑞士的城鎮，位於該國中西部，由伯恩州負責管轄，面積32.06平方公里，海拔高度800米，2011年人口807，六成半人口信奉基督教，人口密度每平方公里25人。